# Stichting Onbeperkt Genieten
Stichting Onbeperkt Genieten is een Nederlandse non-profitorganisatie die prikkelarm cultuuraanbod stimuleert en culturele instellingen ondersteunt met advies, trainingen en implementatie van prikkelarme voorzieningen voor bezoekers met een lage prikkeltolerantie, zoals mensen met autisme of niet-aangeboren hersenletsel. De stichting werkt structureel samen met de Hersenstichting om prikkelarm aanbod in Nederland te bevorderen.

## Geschiedenis
De stichting is actief sinds 2016 en begeleidt sindsdien theaters, musea en andere podia bij het realiseren van prikkelarme toegankelijkheid.

## Activiteiten
Stichting Onbeperkt Genieten ontwikkelt richtlijnen, traint publieks- en frontoffice-teams en begeleidt instellingen bij de uitvoering van prikkelarme openstellingen en voorstellingen. De samenwerking met de Hersenstichting wordt publiek toegelicht in partnerpublicaties.

### Projecten en initiatieven
- Prikkelarme Cultuuragenda – een landelijk platform dat prikkelarme culturele activiteiten bundelt en toegankelijk maakt voor bezoekers (lancering 2022).[4] Alle activiteiten worden jaarlijks getoetst aan de hand van kwaliteitskaders.
- Masterclass Prikkelarm Theater Maken – traject gericht op het ontwikkelen en onderzoeken van prikkelarme theaterproducties; mede mogelijk gemaakt door het Ministerie van OCW en gepresenteerd in Theater Bellevue.[5]

## Media-aandacht
De stichting is regelmatig in Nederlandse media genoemd.
- In berichtgeving over een prikkelvriendelijke versie van Frozen werd de stichting bij naam genoemd en de directie geciteerd over de uitvoering.[6]
- In een artikel over prikkelarme openstellingen bij Het Noordbrabants Museum werd de rol van de stichting toegelicht door directeur Iris van Heesch.[7]
- Bij een pilot voor prikkelarm concertbezoek in poppodium Bibelot werd de stichting aangehaald als initiatiefnemer van prikkelarm aanbod in Nederland.[8]

## Partners
De Hersenstichting is structurele partner in de inzet voor prikkelarm cultuuraanbod. In 2022 beschreef de Hersenstichting de gezamenlijke doelen en aanpak in een nieuwsbericht.